# Chiroteuthis
Chiroteuthis is een geslacht van inktvissen uit de familie Chiroteuthidae.

## Soorten
- Chiroteuthis calyx Young, 1972
- Chiroteuthis imperator Chun, 1908
- Chiroteuthis joubini Voss, 1967
- Chiroteuthis mega (Joubin, 1932)
- Chiroteuthis picteti Joubin, 1894
- Chiroteuthis spoeli Salcedo-Vargas, 1996
- Chiroteuthis veranii (Férussac, 1834)

### Synoniemen
- Chiroteuthis acanthoderma Lu, 1977 => Asperoteuthis acanthoderma (Lu, 1977)
- Chiroteuthis atlanticus (MacDonald & Clench, 1934) => Chiroteuthis mega (Joubin, 1932)
- Chiroteuthis capensis Voss, 1967 => Chiroteuthis mega (Joubin, 1932)
- Chiroteuthis diaphana (Verrill, 1884) => Chiroteuthis veranii (Férussac, 1834)
- Chiroteuthis famelica Berry, 1909 => Echinoteuthis famelica (Berry, 1909)
- Chiroteuthis grimaldii Joubin, 1895 => Mastigoteuthis grimaldii (Joubin, 1895)
- Chiroteuthis lacertosa Verrill, 1881 => Chiroteuthis veranii (Férussac, 1834)
- Chiroteuthis macrosoma Goodrich, 1896 => Chiroteuthis picteti Joubin, 1894
- Chiroteuthis pellucida Goodrich, 1896 => Chiroteuthis picteti Joubin, 1894
- Chiroteuthis portieri Joubin, 1916 => Joubiniteuthis portieri (Joubin, 1916)
- Chiroteuthis veranyi (Férussac, 1834) => Chiroteuthis veranii (Férussac, 1834)